# You Know Who You Are
Albums de Nada Surf
The Stars Are Indifferent to Astronomy
(2012)
You Know Who You Are est un album de Nada Surf sorti en 2016.
Il s'est classé à la 46e place du classement de ventes d'albums en Suisse, à la 47e en Allemagne, à la 51e en Autriche, à la 61e en Espagne et à la 90e en France.

## Pistes de l'album
| No  | Titre                | Durée |
| --- | -------------------- | ----- |
| 1.  | Cold to See Clear    | 4:05  |
| 2.  | Believe You're Mine  | 4:35  |
| 3.  | Friend Hospital      | 4:57  |
| 4.  | New Bird             | 3:02  |
| 5.  | Out of the Dark      | 3:44  |
| 6.  | Rushing              | 4:05  |
| 7.  | Animal               | 5:14  |
| 8.  | You Know Who You Are | 2:22  |
| 9.  | Gold Sounds          | 4:56  |
| 10. | Victory's Yours      | 3:46  |

## Accueil critique
L'album obtient des critiques plutôt favorables avec un score de 71/100 sur le site Metacritic, sur la base de 16 critiques collectées.